# مارجيت رتل
مارجيت رتل مواليد 4 سبتمبر 1983 في تالين، هي لاعبة كرة مضرب إستونية سابقة بدأت مسيرتها كمحترفة سنة 2000 وكانت تلعب باليد اليمنى، اعتزلت اللعب في 2015. أعلى تصنيف لها في الفردي كان المركز الـ 162 في سنة 2008.

## روابط خارجية
- مارجيت رتل على موقع رابطة محترفات التنس (الإنجليزية)
- مارجيت رتل على موقع الاتحاد الدولي لكرة المضرب (الإنجليزية)
- مارجيت رتل على موقع كأس بيلي جين كينغ (الإنجليزية)
- مارجيت رتل على موقع خلاصة التنس.كوم (الإنجليزية)